# Sambinos
Os Sambinos eram uma das tribos prussianas. Eles habitavam a Península de Sâmbia (Samland) ao norte da cidade de Königsberg (agora Kaliningrado). Os sambinos estavam localizados em um território costeiro rico em âmbar e engajados no comércio desde o início. Portanto, eles estabeleceram contatos com nações estrangeiras antes de quaisquer outros prussianos. No entanto, como todos os outros prussianos, foram conquistados pelos Cavaleiros Teutônicos e, expostos à assimilação e germanização, foram extintos em algum momento do século XVII.
Envolvida no comércio de âmbar, Sâmbia era a região mais rica e densamente povoada da Prússia. Ele fornece uma grande variedade de artefatos da Idade do Bronze, incluindo mercadorias importadas do Império Romano. Os sambinos, ao contrário de outros prussianos, não cremavam seus mortos. Eles construíam carrinhos de mão de terra sobre os túmulos e os cercavam com círculos de pedra. O nome do clã foi mencionado pela primeira vez em 1073 por Adão de Bremen, que os chama de "pessoas mais humanas". A guerra com os dinamarqueses continuou de meados do século IX ao início do século XIII. Sabe-se que havia Wiskiauten, um assentamento viking em Sâmbia, que floresceu por cerca de 300 anos. Os suecos mantiveram relações mais pacíficas e fomentaram o comércio.
O século XIII viu a ascensão de outro inimigo, os Cavaleiros Teutônicos, uma ordem militar cruzada do Sacro Império Romano. Seu objetivo era conquistar todos os pagãos e convertê-los ao catolicismo romano. A conquista de Sâmbia durante a Cruzada Prussiana foi adiada pela Primeira Revolta Prussiana que eclodiu em 1242. A revolta tecnicamente terminou em 1249 com a assinatura do Tratado de Christburg, mas as escaramuças duraram mais quatro anos. Somente em 1254-1255 os Cavaleiros conseguiram organizar uma grande campanha contra os Sambinos. O rei Otacar II da Boêmia participou da expedição e, como homenagem, os cavaleiros nomearam o recém-fundado Castelo de Königsberg em sua homenagem. Os Sambinos se levantaram contra os Cavaleiros durante a Grande Revolta Prussiana (1260-1274), mas foram os primeiros a se render. Quando outros clãs tentaram ressuscitar a revolta em 1276 porém, Teodorico convenceu os sambinos a não se juntarem à insurreição; Natangianos e Warmianos seguiram a liderança sambiana e a revolta foi esmagada dentro de um ano. O Bispado de Samland tornou-se uma das quatro dioceses prussianas, sendo as outras três dioceses Pomesânia, Ermland e Culm, conforme organizado pelo legado papal Guilherme de Modena. No final do século XIII, os Sambinos eram apenas cerca de 22.000 habitantes. Eles cederam à germanização mais tarde do que as tribos ocidentais que foram conquistadas antes.
De acordo com Peter von Dusburg, a Sâmbia foi subdividida em 15 unidades territoriais. Seus nomes alemães (de leste a oeste) são: Germau, Medenau, Rinau, Pobeten, Wargen, Rudau, Laptau, Quedenau, Schaaken, Waldau, Caimen, Tapiau, Labiau, Laukischken e Wehlau.